# 斑疹表孔珊瑚
斑疹表孔珊瑚（学名：Montipora efflorescens）为軸孔珊瑚科表孔珊瑚屬下的一个种。